# Peter Mangs – En seriemördares hemlighet
Peter Mangs – En seriemördares hemlighet (även benämnd: Under the Radar – Secrets of a Swedish Serial Killer) är en svensk dokumentärserie som hade premiär på Viaplay och TV3 den 1 februari 2024. Serien består av tre avsnitt.

## Handling
Dokumentärserien kretsar kring dokumentärfilmaren John Mork som läser texten till låten "Under the Radar", som skrevs av seriemördaren Peter Mangs under hans tid i fängelse. I texten tycker sig Mork se att Mangs lämnat ledtrådar till två olösta mord i Florida.

## Mottagande
Dokumentärserien fick ett blandat mottagande. Filmparadiset skrev "en välgjord och gripande dokumentär som ger en skrämmande inblick i en seriemördares tankevärld. Serien väcker viktiga frågor om ondska, sanning och medias roll i brottsutredningar."Samtidigt gav serien upphov till en bredare debatt kring true crime genren. Rakel Chukri beskrev serien i Sydsvenskan som "ett outhärdligt journalistiskt haveri". Johan Hilton menade i Göteborgs-Posten att serien gjorde "anspråk på guldmedalj i sjaskighet, även som true crime betraktad." "Taffligt och snaskigt", skrev Jesper Huor i Dagens Nyheter (8/2 2024).
Marknadsföringskampanjen av serien, med bilder på Peter Mangs, väckte reaktioner i Malmö, där Peter Mangs genomförde sina mord.